# Västergötlands runinskrifter 102

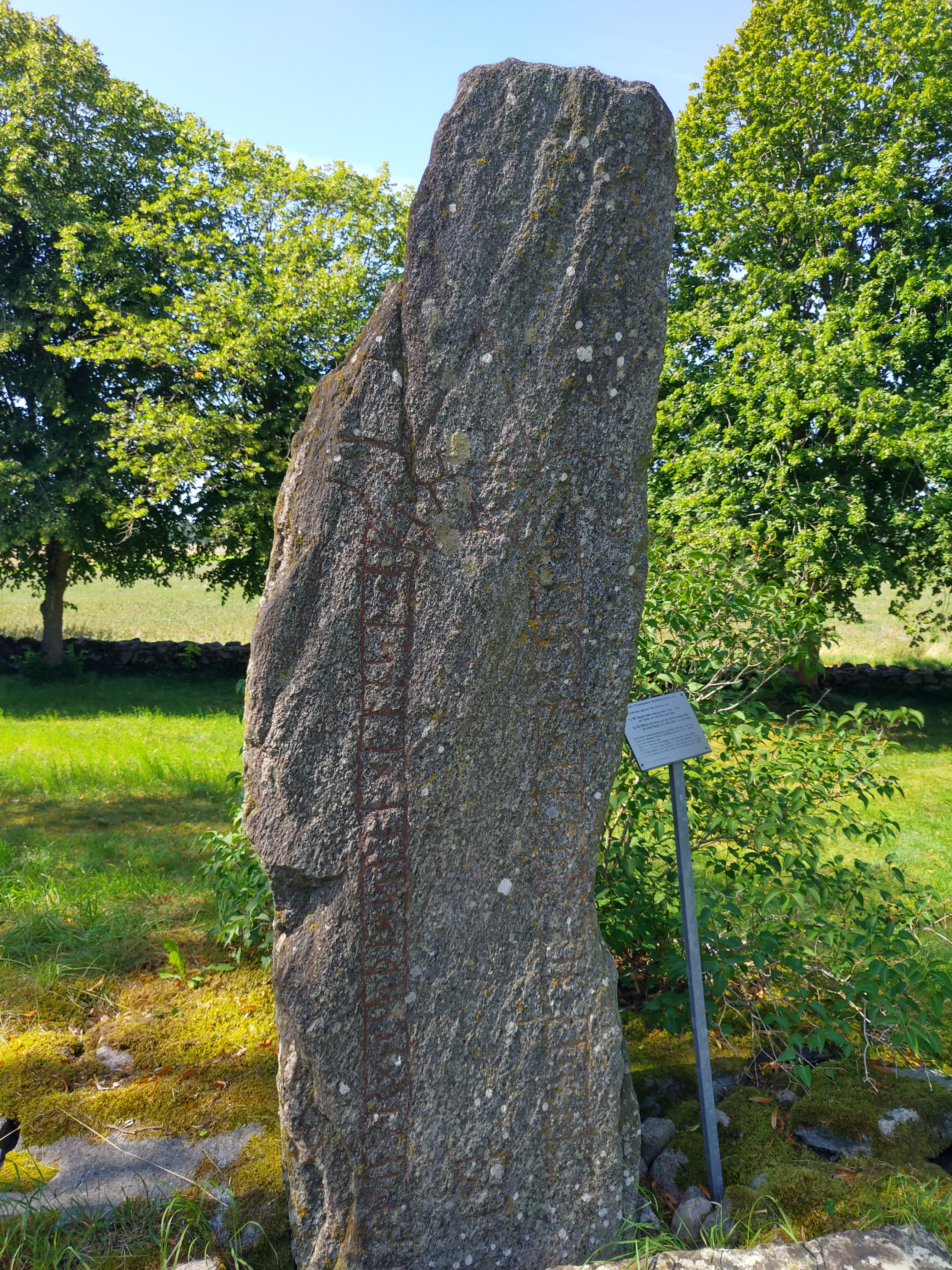
Vg 102, år 2020-09-13

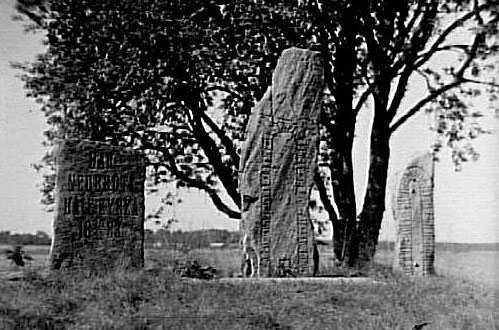
Vg 102 och Vg 103, år 1937

Runinskrift Vg 102 är inristad i en vikingatida runsten. Stenen är rest på Håles gamla kyrkruin i Håle socken, Åse härad, Grästorp.

## Stenen
Runstenen är 220 cm hög runsten av gnejs.
Runstenen har tidigare varit inmurad i den gamla kyrkans norra yttervägg. När kyrkan revs 1883 restes stenen på sin nuvarande plats tillsammans med en minnestavla över kyrkan.
Stenen är daterad till ca 980-1015.

## Inskrifter
Translitterering av runraden:
oskutr × risþi × stin × þonsi × iftiʀ × uþkitil × faþur × sin × harþa × kuþan þikn
Normalisering till runsvenska:
Asgautr ræisti stæin þannsi æftiʀ Auðkætil, faður sinn, harða goðan þegn.
Översättning till nusvenska:
Åsgöt reste denna sten efter Ödkel, sin fader, en mycket god tägn